# Maxim av Bulgarien
Maxim av Bulgarien (Maximus, bulgariska: Патриарх Максим), född Marin Najdenov Minkov 29 oktober 1914, död 6 november 2012, var ledare för Bulgarisk-ortodoxa kyrkan från 1971 fram till sin död.

### Fotnoter
1. ↑  novinite.com 29 oktober 2010. Läst 20 maj 2011.
2. ↑  ”Arkiverade kopian”. Arkiverad från originalet den 8 november 2012. https://web.archive.org/web/20121108021603/http://www.24chasa.bg/Article.asp?ArticleId=1620966. Läst 6 november 2012.